# Orrin Hatch
Orrin Grant Hatch (født 22. marts 1934 i Pittsburgh, død 23. april 2022) var en amerikansk republikansk politiker. Han var medlem af USA's senat valgt i Utah fra 1977 indtil 2019. Hatch var ordfører i senatets finanskomite fra 2015 til 2019. Han var fra 3. januar 2015 til 2019 president pro tempore i Senatet, hvorefter han overlod hvervet til Chuck Grassley.